# Molex (connettore)

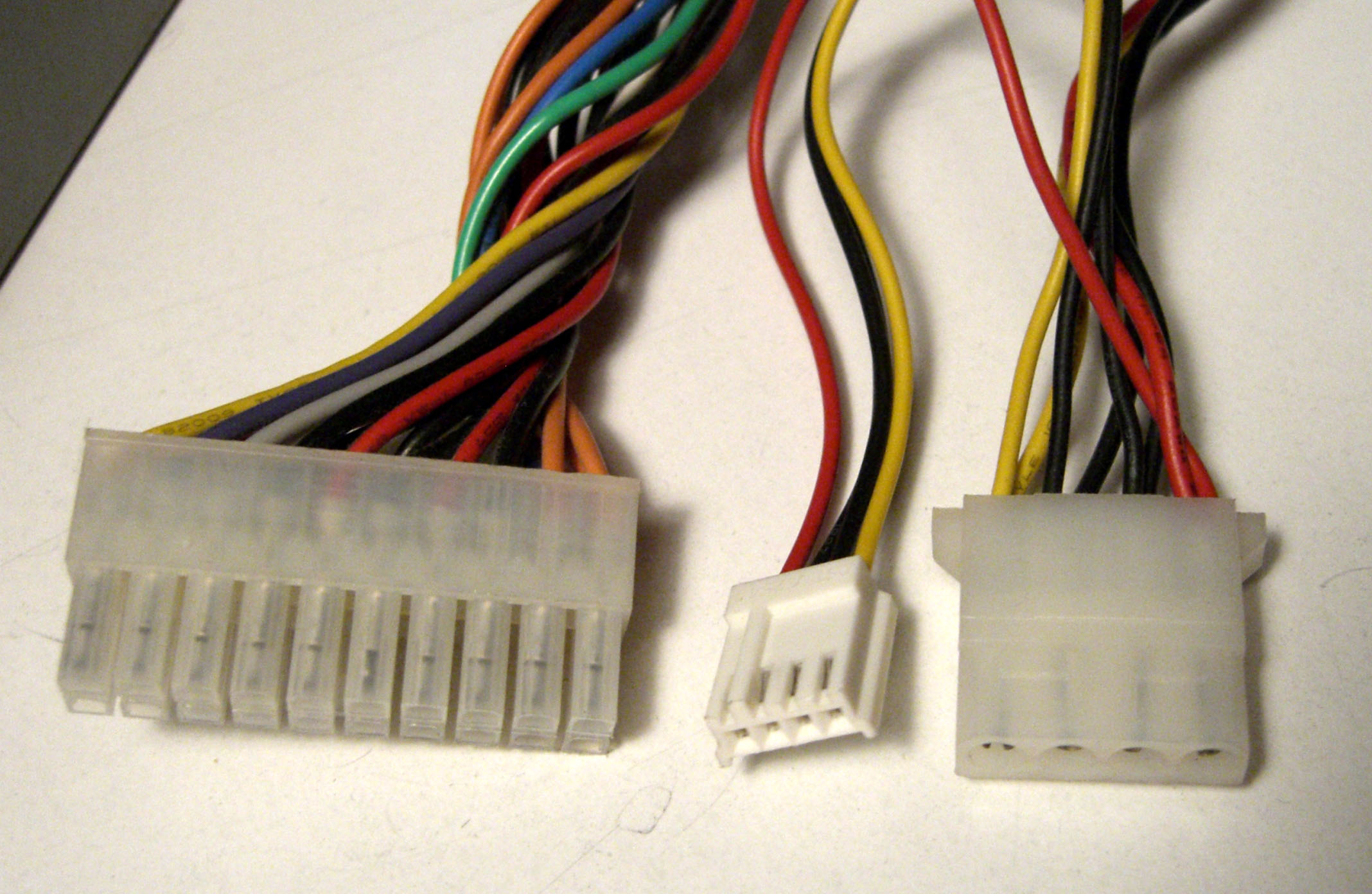
Vari tipi di connettore Molex. Da sinistra verso destra si vedono: il connettore a 20 pin delle schede madri, il connettore dei lettori floppy e quello per gli apparati ottici (Compact disc, DVD, ecc.) e di memorizzazione (Disco rigido)

Molex è una famiglia di connettori elettrici brevettata e prodotta da Molex Incorporated a partire dal 1953.

## Connettori di alimentazione generici
Molex ha sviluppato e brevettato i primi modelli di connettore a partire da metà degli anni cinquanta. Questi erano destinati all'utilizzo in elettrodomestici, automobili, distributori automatici e mini-computer. Una caratteristica peculiare dei connettori Molex è la superficie ampia dei perni di contatto, che li rende particolarmente adatti ad un utilizzo in circuiti di potenza e ad alto assorbimento di corrente.

## Connettori di alimentazione per computer
Sin dal 1975, questo tipo di connettore trovò ampio utilizzo nell'alimentazione di unità disco per computer, prima sui lettori per dischi floppy Shugart, poi su Atari, per diventare successivamente uno standard de facto.
È proprio in questo settore che il nome Molex inizia ad affermarsi, diventando un termine di uso comune per identificare i connettori di alimentazione dei componenti di un PC.

### Connettore per schede madri
Il connettore Molex da 20/24 conduttori (conosciuto come Mini-Fit Jr.) viene usato per portare le tensioni dall'alimentatore alla scheda madre del PC. Il connettore ha una forma tale da rendere impossibile un inserimento errato. La disposizione dei conduttori, il loro colore e le tensioni seguono lo standard ATX.

### Connettore per dischi rigidi (serie 8981)

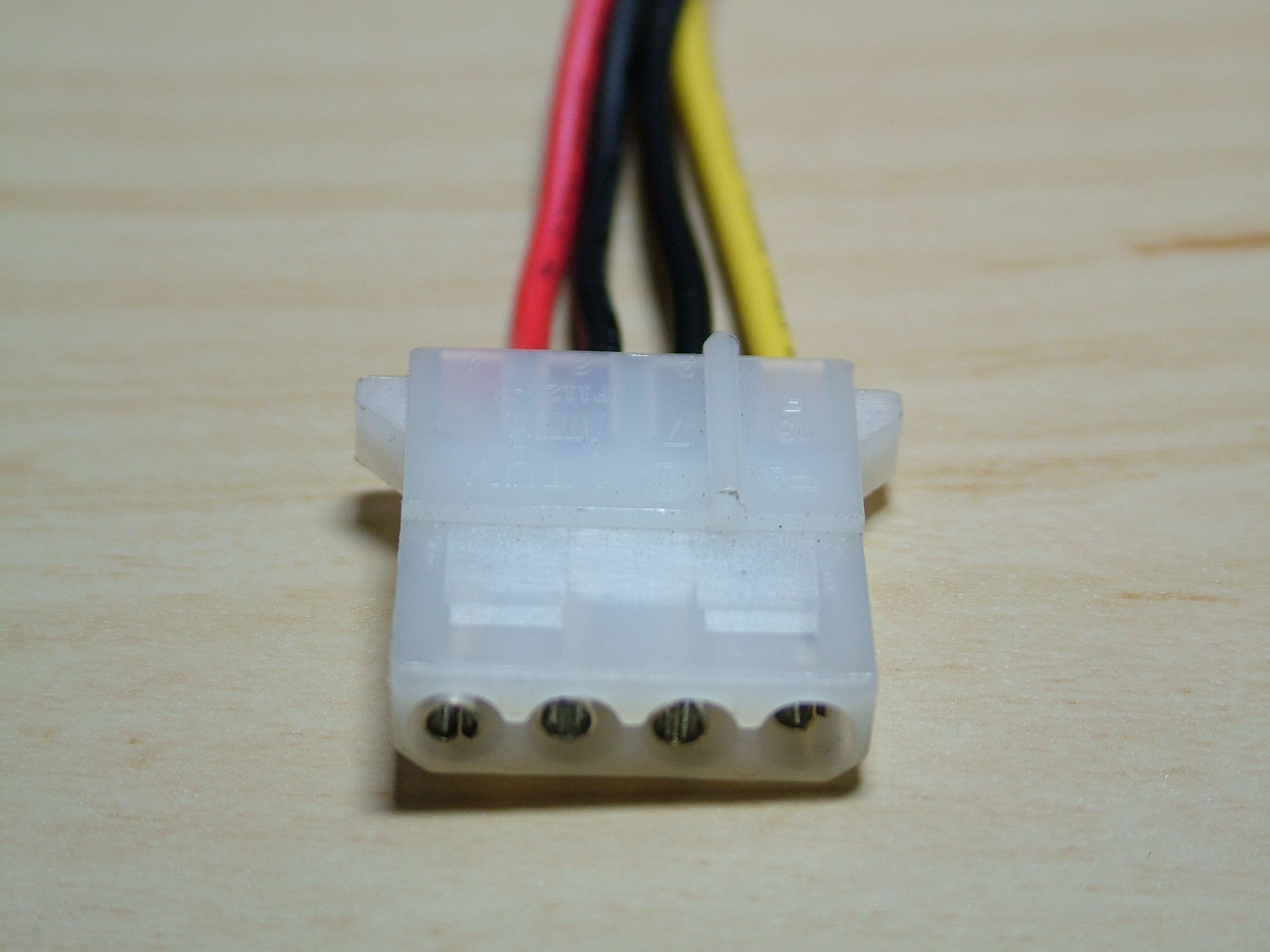
Comune Molex femmina (serie 8981) a 4 pin di alimentazione periferiche

Nell'immagine in dettaglio si può vedere come è composto un Molex serie 8981 per l'alimentazione di periferiche. Al suo interno si trovano quattro cavi: due centrali che rappresentano il polo negativo (GND) e due laterali, uno rosso che porta + 5 V ed uno giallo che porta + 12 V. Nell'immagine è rappresentato un Molex intermedio di un ramo dell'alimentatore, quindi ogni cavo è doppio in quanto da un'estremità ci sarà l'alimentatore e dall'altra un altro Molex.
Tabella standard corrispondenza colore cavo/tensione
| Colore | Colore | Tensione |
| ------ | ------ | -------- |
|        | Giallo | +12 V    |
|        | Nero   | Massa    |
|        | Nero   | Massa    |
|        | Rosso  | +5 V     |

Con la nascita dell'interfaccia Serial ATA è stato introdotto anche un nuovo connettore di alimentazione. Ai quattro fili sopracitati ne è stato aggiunto uno arancione, che porta una tensione di +3,3 V ma che è poco usato, infatti i dischi fissi ed i masterizzatori SATA possono essere collegati anche agli spinotti Molex, tramite semplici adattatori.

### Connettore per ventole

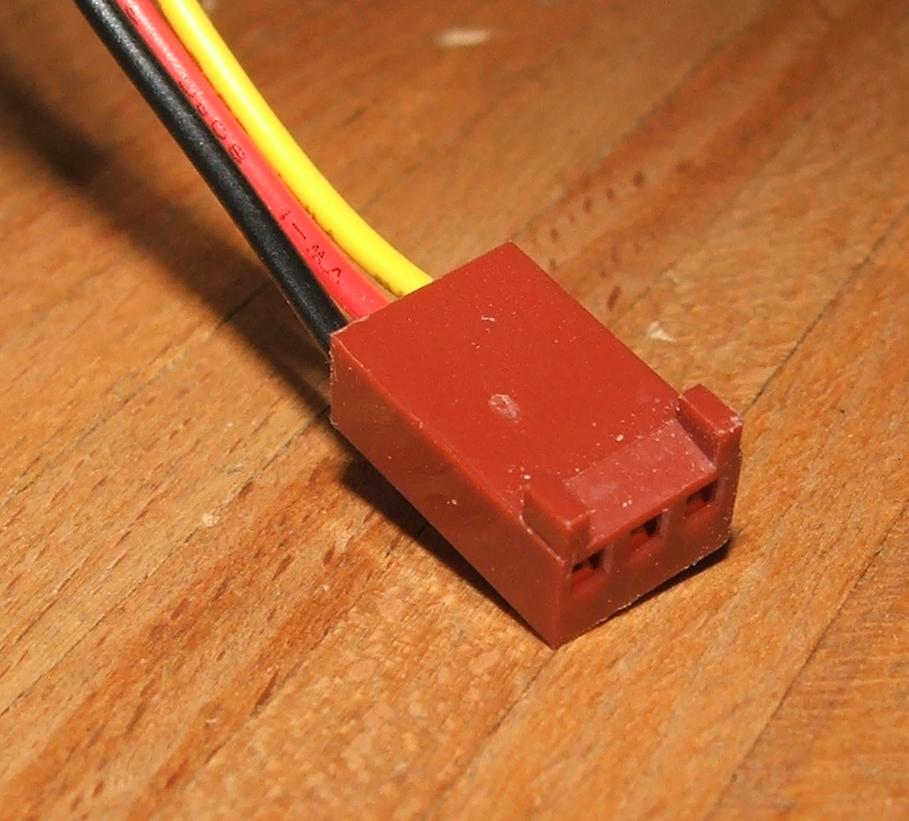
Molex femmina a 3 pin caratteristico delle ventole tachimetriche, e cioè che possono inviare il segnale di informazione sul regime di rotazione della ventola stessa

Le ventole per PC normali hanno un classico connettore Molex a 2 pin con il cavo nero a massa e quello rosso a + 5 V. In caso la ventola sia dotata di connettore Molex a 3 pin, il terzo cavo (solitamente giallo), porterà il segnale di informazioni riguardante il regime di rotazione della ventola alle schede madri in grado di farne uso, inviando alla CPU l'informazione sulla velocità di rotazione della ventola stessa.